# Оге Нилс Бор

Оге Нилс Бор (или Ааге Нилс Бор) е датски физик, носител на Нобелова награда за физика за 1975 г.

## Биография
Роден е на 19 юни 1922 година в Копенхаген, Дания, син на световноизвестния физик Нилс Бор. През 1946 г. става сътрудник на Института по теоретична физика „Нилс Бор“ към Университета в Копенхаген и негов директор от 1963 до 1970 г.
Неговите разработки са в областта на ядрената физика и описанието на нуклеоните.
Умира на 8 септември 2009 година в Копенхаген на 87-годишна възраст.